# Zevenhuizen (Heeze-Leende)
Zevenhuizen is een buurtschap in de gemeente Heeze-Leende in de Nederlandse provincie Noord-Brabant. Het ligt even zuidoosten van het dorp Leende.
Dorpen: Heeze · Leende · Sterksel 

Buurtschappen: Boschhoven · Bruggerhuizen · Euvelwegen · Ginderover · Hazenhurk · Heezerenbosch · Kerkhof · Kreijl · Leenderstrijp · Muggenberg · Oosterik · Oudenmolen · Rul · Strabrecht · Valkenhorst · Ven · Zevenhuizen

Noord-Brabant: Steden en dorpen      Nederland: Provincies · Gemeenten